# Ляхевич Людмила Володимирівна
Людмила Володимирівна Ляхевич (нар. 14 жовтня 1989, м. Київ) — українська журналістка, радіоведуча, співачка.

## Життєпис
Народилася в Києві, де навчалася в середніх школах № 20, № 240, № 252 та в Дитячій школі мистецтв № 5.
З шести років опановувала гру на фортепіано та вокал. Брала участь у різних мистецьких акціях («Рушник єдності», День Києва тощо), благодійних концертах.
У 9 років гастролювала з концертами в Польщі. Навчалася у Валерія Стефановича Захарченка.
Здобула магістерський ступінь у Київському університеті імені Бориса Грінченка за спеціальністю «Музичне мистецтво».
Закінчила Укртелерадіопресінститут за курсом «Журналіст — диктор телепрограм», «Продюсер».
У 2011 році працювала викладачем вокалу у ДШМ № 7 при Київській муніципальній академій танцю імені Сержа Лифаря.

## Журналістська діяльність
На радіо з 2012 року. Була ведучою «Все є музика» на Українському радіо.
З 2015—2018 роки — ведуча новин, а потім інформаційних програм на «Радіо Ера-Фм» та ведуча новин на «Радіо 24».
З 2016 по 2017 — авторка та ведуча програми про музикантів «Музичний тиждень» на Радіо «Культура». У цей же час працювала ведучою хіт-параду «Найвища проба» на радіо «Промінь».
З 2017 — ведуча та журналіст в «Культура Live» на Радіо «Культура».
З 2019 — журналіст в «Agro FM».
З 2020 року авторка проекту про візуальне мистецтво «Штука». Під час протестів у Білорусі у 2020—2021 році проект висвітлював виставку сучасного білоруського мистецтва «КОЖНЫ ДЗЕНЬ. МИСТЕЦТВО. СОЛІДАРНІСТЬ. СПРОТИВ», що відбувался у Мистецькому Арсеналі.
Співпрацює з «Бізнес Радіо Груп».
Окрім прямих ефірів та роботи на радіо, є ведучою концертів та конференцій.
Озвучувала видання для першої онлайн-бібліотеки аудіокниг українською мовою «Слухай».

## Громадська діяльність
Була членом МГО «Волинське братство» та МГО «Одеське земляцтво». У 2005 році спільно з МГО «Волинське братство» підтримувала поетесу Олену Харитонюк (людину з інвалідністю), презентувавши пісню на слова О. Харитонюк «Дарую Вам мелодію Дощу…» та отримавши відзнаку на конкурсах привернула увагу до її долі.

## Нагороди
Лауреат, дипломант Міжнародних та Всеукраїнських конкурсів (Відкритий конкурс піаністів ім. Юрія Полянського, Міжнародний конкурс-фестиваль «На хвилях Світязя» та інші).
У 2015 отримала диплом Другого ступеня на Міжнародному конкурсі «Калинові мости» (Ольштин, Польща) у номінації «Одне серце — дві Батьківщини» за програму «Де відсутні кордони» про життя музикантів-іноземців в Україні.

## Інше
У 2018 році брала участь в проекті Українського культурного фонду та Національного музею історії України «Школа музейних лідерів».
Знає українську, англійську мови та вивчає французьку. Захоплюється подорожами. Філантроп. Підтримує рівні права між людьми.